# Sole di settembre
Sole di settembre è il quarto singolo tratto dal primo album del gruppo musicale italiano Finley, Tutto è possibile di cui costituisce la seconda traccia. La sua versione inglese è Ray Of Light ed è l'undicesima traccia dello stesso album. La canzone è stata pubblicata come singolo il 23 ottobre 2006 insieme al singolo Fumo e cenere che è diventato in seguito il quinto singolo tratto da Tutto è possibile.

## Tracce
1. Sole di settembre
2. Fumo e cenere
3. Sole Di Settembre (Half Playback)
4. Fumo e Cenere (Half Playback)

## Formazione
- Marco "Pedro" Pedretti - voce
- Carmine "Ka" Ruggiero - chitarra, voce
- Stefano "Ste" Mantegazza - basso, voce
- Danilo "Dani" Calvio - batteria, voce

## Classifiche
| Classifica (2006) | Posizione massima |
| ----------------- | ----------------- |
| Italia            | 38                |